# Sericocoma quadrangula
Sericocoma quadrangula är en amarantväxtart som beskrevs av Adolf Engler. Sericocoma quadrangula ingår i släktet Sericocoma och familjen amarantväxter. Inga underarter finns listade i Catalogue of Life.